# Avril 2018
Avril 2018 est le 4e mois de l'année 2018.

## Événements
- 1er avril : élection présidentielle au Costa Rica (2e tour), Carlos Alvarado est élu.
- 2 avril : Abiy Ahmed devient Premier ministre d'Éthiopie.
- 3 avril : fusillade au siège social de YouTube en Californie.
- 4 au 15 avril : jeux du Commonwealth.
- 5 avril : après avoir déjà été la première vidéo à dépasser les 3 puis les 4 milliards de vues, Despacito devient la première vidéo à dépasser les 5 milliards de visionnements sur YouTube.
- 6 avril : une collision entre un semi-remorque et un bus transportant les joueurs d’une équipe de hockey sur glace, les Broncos de Humboldt, fait 16 morts et 13 blessés dans la Saskatchewan, au Canada[1].
- 7 avril :
  - l'attaque chimique de Douma en Syrie fait plusieurs dizaines de morts ;
  - une attaque à la camionnette-bélier à Münster en Allemagne fait 3 morts et une vingtaine de blessés.
- 8 avril : élections législatives en Hongrie.
- 11 avril :
  - un accident d'avion militaire fait 257 morts en Algérie ;
  - élection présidentielle en Azerbaïdjan, Ilham Aliyev est réélu.
- 12 avril :
  - l’Égypte et la Russie rétablissent leurs liaisons aériennes, qui étaient suspendues depuis deux ans et demie à cause du crash du vol 9268 Metrojet[2].
  - annonce de la découverte de 50 nouvelles Géoglyphes de Nazca[3].
- 13-14 avril : huitième Sommet des Amériques à Lima au Pérou, sur le thème « la gouvernance démocratique face à la corruption ».
- 14 avril :
  - attaque à Tombouctou (Mali) contre la MINUSMA et l'opération Barkhane ;
  - les Américains, les Français et les Britanniques bombardent en Syrie en représailles de l'attaque chimique de Douma.
  - En France, début du démantèlement  par la gendarmerie de la ZAD de Notre-Dame-des-Landes (où Vinci Construction devait construire l'aéroport de Nantes-NDDL mais cet aéroport a définitivement été abandonné) émaillé de heurts entre zadistes et gendarmes[4]
- 15 avril :
  - référendum au Guatemala ;
  - élection présidentielle au Monténégro, Milo Đukanović est élu.
- 18 avril : la réforme du système des retraites du président Daniel Ortega déclenche le début des manifestations de 2018 au Nicaragua, dont la répression cause au moins 34 morts ; la réforme est abrogée par Ortega le 22 avril.
- 19 avril :
  - Miguel Díaz-Canel succède à Raúl Castro à la présidence de Cuba.
  - Le roi du Swaziland Mswati III annonce que son pays change de nom pour s'appeler Eswatini[5].
- 20 avril : élections sénatoriales au Bhoutan.
- 22 avril :
  - un attentat à Kaboul (Afghanistan) fait plus de 50 morts[6] ;
  - un accident de bus, en Corée du Nord, fait 36 victimes, pour la plupart des touristes chinois ;
  - élections générales au Paraguay, Mario Abdo Benítez est élu président ;
  - élections territoriales en Polynésie française (1er tour) ;
  - élections régionales à Salzbourg (Autriche) ;
  - élections régionales au Molise (Italie).
- 23 avril :
  - le Premier ministre d'Arménie, Serge Sargsian, démissionne à la suite d'un mouvement contestataire ;
  - une attaque à la camionnette-bélier fait 10 morts et 15 blessés à Toronto, au Canada.
- 24 avril : élections législatives au Groenland.
- 26 - 27 avril : massacres d'Aklaz et Awkassa dans la région de Ménaka au Mali.
- 27 avril : première rencontre entre les dirigeants sud et nord-coréen, Moon Jae-in et Kim Jong-un lors d'un sommet à Panmunjeom.
- 28 avril au 7 mai : en Colombie, des pluies torrentielles menacent le barrage d'Ituango qui risque de rompre[7].
- 29 avril : élections régionales en Frioul-Vénétie Julienne (Italie).
- 30 avril :
  - un double attentat-suicide à Kaboul (Afghanistan), revendiqué par l'État islamique, tue au moins 25 personnes dont plusieurs journalistes[8] ;
  - un autre attentat près de l'aéroport de Kandahar (Afghanistan), qui visait des soldats roumains, cause la mort de onze enfants et blesse seize personnes[8] ;
  - la Cour constitutionnelle du Gabon dissout l'assemblée et ordonne la démission du gouvernement, celui-ci n'ayant pas organisé les législatives à temps ;
  - un article de la revue Nature Genetics révèle le génome de la rose ;
  - prise de contrôle de Socotra par les Émirats arabes unis.